# موزه سید حسن مدرس

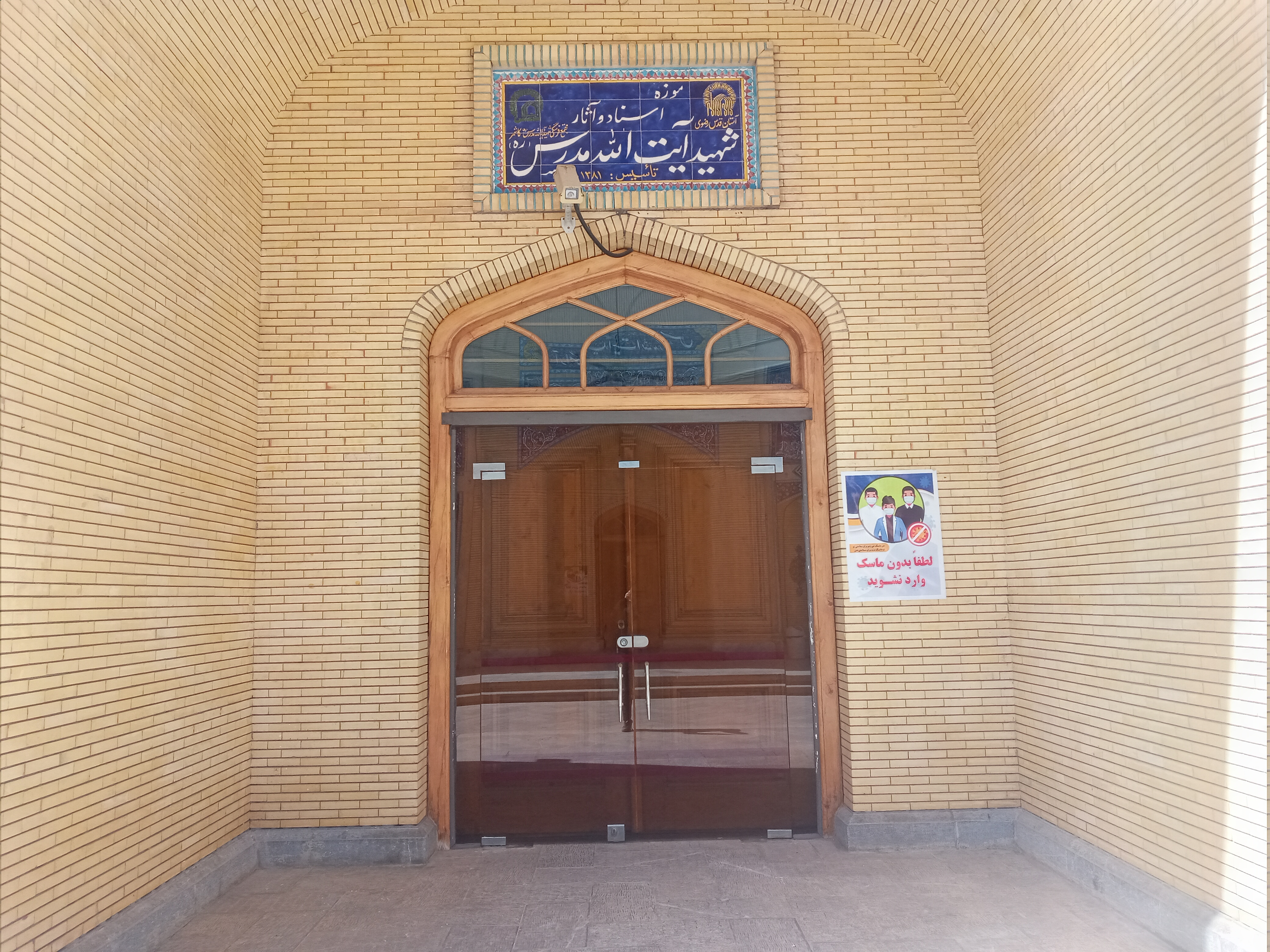
موزه سید حسن مدرس

موزه سید حسن مدرس موزه‌ای متعلق به دورهٔ معاصر است و در کاشمر، استان خراسان رضوی و در جوار آرامگاه سید حسن مدرس واقع شده است.